# Aleksandr Kozjevnikov
Aleksandr Viktorovitsj Kozjevnikov (Russisch: Александр Викторович Кожевников) (Penza, 21 september 1958) is een Sovjet-Russisch ijshockeyer.
Kozjevnikov won tijdens de Olympische Winterspelen 1984 en 1988 de gouden medaille met de Sovjetploeg.
Kozjevnikov werd in 1982 wereldkampioen.
Kozjevnikov is de vader van de actrice Maria Kozjevnikova.
- Virtual International Authority File: 3595156565751523500009